# Евсеев, Виссарион Васильевич
Виссарион Васильевич Евсеев (6 июня 1852, станица Вёшенская — 1921 год, станица Каргинская) — священник церкви хутора Каргинская, в котором проживала семья Шолоховых в 1909-1915, 1919-1922 и 1924-1926 годах, реальный прототип персонажа романа «Тихий Дон» М. А. Шолохова.

## Биография
Виссарион Евсеев — сын протоиерея Свято-Троицкой церкви станицы Вёшенской. В 1875 году окончил Донскую духовную семинарию, в 1986 году рукоположен в священники Дмитриевской церкви Павловской епархии. В 1877 году согласно прошению переведён в Покровскую церковь хутора Каргинского. С 1889 года преподавал Закон Божий в церковно-приходской школе и в Каргинском мужском приходском училище, в котором в 1912—1914 годах учился М. А. Шолохов. за преподавания Закона Божия в школах и усердие пастырского служения Виссарион Васильевич был произведён в старшие священники, избран кандидатом в члены Совета местного благочиния. Виссарион Васильевич Евсеев имел награды: набедренник (1892), скуфью (1908), серебряную медаль в память царствования императора Александра III.
Г. Я. Сивоволов в книге «Тихий Дон»: рассказы о прототипах писал о Евсееве В. В.:
... По тогдашним временам он имел большую библиотеку; на полках стеклянного шкафа рядами были расставлены тома Гоголя, Чехова, Пушкина и других писателей. После отлучения Толстого от церкви отец Виссарион не снял с полок его произведения. <...> Шолохов вспоминал, что в юности он приходил к попу Виссариону и брал у него книги. Были они в хорошем состоянии, хозяин просил обращаться с ними бережно.
Этот факт подтверждает в своих воспоминаниях и Мария Петровна Шолохова:
Был у них в станице поп и библиотека у него замечательная. Михаил Александрович ходил к нему — брал книги. Так этот священник специально оставлял его на час-другой — только поговорить! Кажется Виссарион его звали.
В романе «Тихий Дон» отца Виссариона М. А. Шолохов изобразил под собственным именем:
Два священника — отец Виссарион и благочинный отец Панкратий — дружбы с Сергеем Платоновичем не вели, были у них давнишние счеты. Между собой и то жили неладно. Строптивый кляузник отец Панкратий умело гадил ближним, а вдовый, живший с украинкой-экономкой отец Виссарион, от сифилиса гундосый, от природы приветливый, сторонился и не любил благочинного за непомерную гордыню и кляузный характер.